# Parque Nacional Xuân Sơn

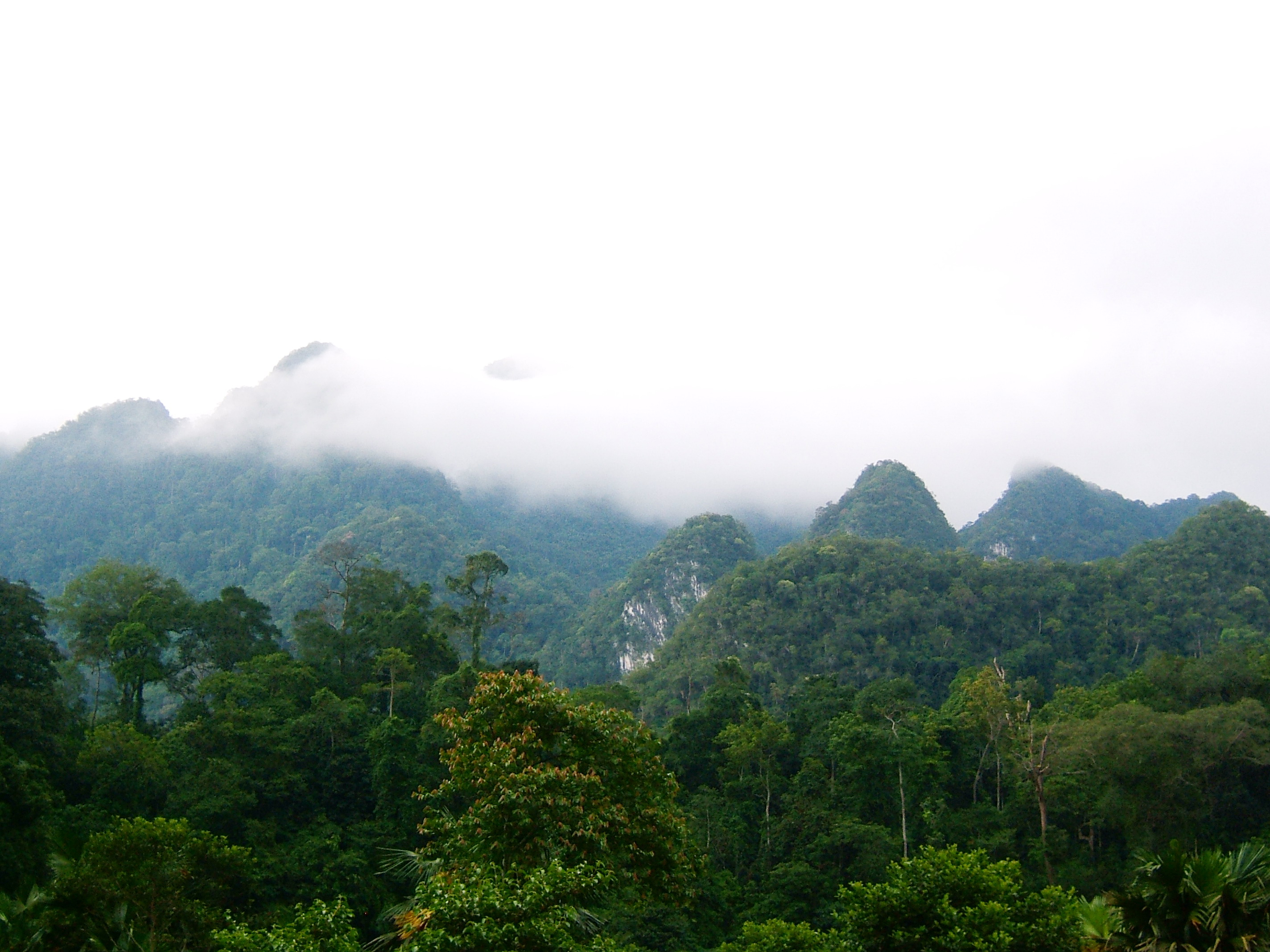
Parque Nacional Xuân Sơn

O Parque Nacional Xuân Sơn (em vietnamita:  Vườn quốc gia Xuân Sơn) é um parque nacional do distrito de Tân Sơn, província de Phú Thọ, no Vietname. Foi estabelecido em 9 de agosto de 1986 como uma reserva natural, e cobre uma área de 150,48 quilómetros quadrados.